# Tömörkény
Tömörkény is een plaats (község) en gemeente in het Hongaarse comitaat Csongrád. Tömörkény telt 1873 inwoners (2007).